# Escalador

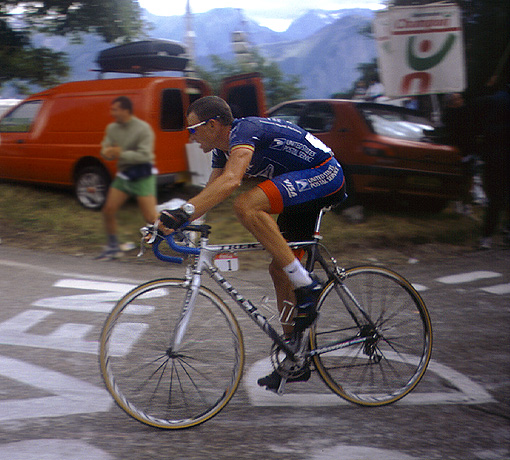
Embora não tenha sido um escalador clássico, Lance Armstrong se destacava nas etapas de montanha.

Escalador é o ciclista especialista em competições de ciclismo de estrada que envolvem etapas com longas subidas ou portos de montanha expressivos.
Durante uma escalada, a velocidade dos competidores se reduz sensivelmente (de até 60 km/h para 20 km/h) e a vantagem aerodinâmica de pertencer a um pelotão também diminui na mesma proporção. Sendo assim, torna-se mais fácil para determinados ciclistas — os escaladores — tentar quebrar o ritmo do grupo principal e estabelecer diferenças consideráveis na linha de chegada.
Para se destacar nessas provas fatores fisiológicos e biomecânicos contam muito; tais como peso, estatura, potência, eficiência da pedalada, capacidade pulmonar, etc.

## Escaladores destacados
Alguns escaladores destacados da história:
- Alberto Contador
- Nairo Quintana
- Miguel Induráin
- Chris Froome
- Marco Pantani
- Steven Kruijswijk
- Joaquim Rodriguez
- Pedro Delgado
- Álvaro Pino
- Luis Ocaña
- Eddy Merckx
- Cadel Evans
- Vincenzo Nibali
- Andy Schleck
- Warren Barguil